# 모용상
모용상(慕容詳, ? ~ 397년)은 중국 오호 십육국 시대 후연(後燕)의 천왕이며, 모용황(慕容皝)의 증손이다. 황위를 참칭하였다가 살해되었기 때문에 시호는 없다.

## 생애
모용보(慕容寶)로부터 개봉공(開封公)으로 봉해졌으며, 중산(中山)을 지켰다. 이후 모용보의 아들인 모용회(慕容會)가 모용보에 반란을 일으켰다 패배하여 중산으로 오자 모용회를 살해하였다.
397년 모용보가 북위(北魏)의 군대에 패한 뒤 계(薊)로 피신하자, 중산에서 스스로 후연의 황제를 자칭하면서 연호를 건시(建始)로 하였다. 그러나 폭정으로 인해 곧 민심을 잃게 되었고, 그 해 모용린(慕容麟)이 이끄는 정령족(丁零)의 군에 의해 살해되었다.